# Neonerita
Neonerita is een geslacht van vlinders van de familie spinneruilen (Erebidae), uit de onderfamilie Arctiinae.

## Soorten
- N. affinis Rothschild, 1909
- N. arcifera Dognin, 1912
- N. conifera Dognin, 1912
- N. curta Rothschild, 1917
- N. dorsipuncta Hampson, 1901
- N. haemasticta Dognin, 1906
- N. haematosticta Rothschild, 1910
- N. incarnata Hampson, 1901
- N. intorta Schaus, 1910
- N. lecourti de Toulgoët, 1983
- N. marpessa Druce, 1906
- N. metaphoenica Joicey & Talbot, 1917
- N. oncisa Rothschild, 1909
- N. parapressa Dognin, 1911
- N. perversa Rothschild, 1909
- N. postsuffusa Rothschild, 1922
- N. pulchra de Toulgoët, 1983
- N. syrissa Druce, 1906
- N. yahuasae Joicey & Talbot, 1916